# Maiolo
Maiolo – miejscowość i gmina we Włoszech, w regionie Emilia-Romania, w prowincji Rimini.

## Demografia
Według danych na styczeń roku 2012 gminę zamieszkiwało 845 osób a gęstość zaludnienia wynosiła 34,6 os./km².